# Veau d'or de la meilleure actrice
Le Veau d'or de la meilleure actrice (Gouden Kalf - Beste actrice) est une récompense remise dans le cadre des Veaux d'or remis par le Festival du cinéma néerlandais. Il récompense la meilleure performance d'actrice de l'année.

## Histoire
- Le prix est remplacé en 2021 par le Veau d'or du meilleur rôle principal.

## Lauréats
- 1981 : Marja Kok pour Het teken van het beest
- 1983 : Carolien van den Berg pour Vroeger kon je lachen
- 1984 : Monique van de Ven pour De schorpioen et l'ensemble de son œuvre
- 1985 : Renée Soutendijk pour De ijssalon et l'ensemble de son œuvre
- 1986 : Geert de Jong pour Mama is boos!
- 1987 : Jasperina de Jong pour Vroeger is dood
- 1988 : Marijke Veugelers pour Ei / Van geluk gesproken
- 1989 : Annet Nieuwenhuijzen pour Leedvermaak
- 1990 : Monique van de Ven pour Romeo
- 1991 : Loes Wouterson pour Bij nader inzien
- 1992 : Janneque Draisma pour Kyodai Makes the Big Time
- 1993 : Els Dottermans pour Beck, de gesloten kamer
- 1994 : Marieke Heebink pour 1000 Rosen
- 1995 : Willeke van Ammelrooy pour Antonia et ses filles (Antonia)
- 1996 : Renée Fokker pour Blind Date
- 1997 : Maartje Nevejan, Adelheid Roosen, Marnie Blok, Leonoor Pauw, Lieneke le Roux pour Broos
- 1998 : Monic Hendrickx pour De Poolse bruid
- 1999 : Nadja Hüpscher pour De boekverfilming
- 2000 : Willeke van Ammelrooy pour Lijmen/Het been
- 2001 : Monic Hendrickx pour Nynke
- 2002 : Carice van Houten pour Miaou ! (Minoes)
- 2003 : Kim van Kooten pour Phileine zegt sorry
- 2004 : Monic Hendrickx pour Het Zuiden
- 2005 : Maria Kraakman pour Guernesey
- 2006 : Carice van Houten pour Black Book
- 2007 : Elsie de Brauw pour Tussenstand
- 2008 : Anneke Blok pour Tiramisu
- 2009 : Rifka Lodeizen pour Kan door huid heen
- 2010 : Carice van Houten pour De gelukkige huisvrouw
- 2011 : Carice van Houten pour Black Butterflies (Ingrid Jonker)
- 2012 : Hannah Hoekstra pour Hemel
- 2013 : Hadewych Minis pour Borgman
- 2014 : Abbey Hoes pour Nena
- 2015 : Georgina Verbaan pour De surprise
- 2016 : Hannah Hoekstra pour De Helleveeg
- 2017 : Nora El Koussour pour Layla M.
- 2018 : Maria Kraakman pour In Blue
- 2019 : Melody Klaver pour Rafaël
- 2020 : Beppie Melissen pour Kapsalon Romy